# Trional
Trional (Methylsulfonal) là một thuốc an thần thôi miên  và gây mê với tác động GABAergic. Nó có tác dụng tương tự như sulfonal, ngoại trừ hoạt động nhanh hơn.

## Lịch sử
Trional đã được chuẩn bị và giới thiệu bởi Eugen Baumann và Alfred Kast vào năm 1888.
Xuất hiện trong " Murder on the Orient Express " của Agatha Christie, " Mười người da đen nhỏ " và các tiểu thuyết khác như một liều thuốc gây ngủ, và trong Tìm kiếm thời gian đã mất (Sodom và Gomorrah) của Marcel Proust như một thôi miên. Sax Rohmer cũng tham khảo bộ ba trong tiểu thuyết Dope của mình.